# Provinciale weg 783
De provinciale weg 783 (N783) is een provinciale weg in de Nederlandse provincie Gelderland. De N783 begint bij de N224 nabij Nationaal Sportcentrum Papendal en loopt via Wolfheze naar de N225 tussen Doorwerth en Oosterbeek. De totale lengte van de weg is 4,3 km. De N783 wordt niet aangegeven op de bewegwijzering.
De weg is uitgevoerd als tweestrooks-erftoegangsweg. Buiten de bebouwde kom geldt een maximumsnelheid van 60 km/h. Over de gehele lengte heet de weg Wolfhezerweg.
De N783 moet niet worden verward met Rijksweg 783. Rijksweg 783 is het administratieve nummer voor de autosnelweg tussen knooppunt Neerbosch en Nijmegen, die aansluit op de A73. Rijksweg 783 en de N783 hebben niets met elkaar te maken.
N23 · N34 · N224 · N225 · N229 · N233 · N271 · N301 · N302 · N303 · N304 · N305 · N306 · N307 · N308 · N309 · N310 · N311 · N312 · N313 · N314 · N315 · N316 · N317 · N318 · N319 · N320 · N322 · N323 · N324 · N325/A325 · N326/A326 · N327 · N329 · N330 · N331 · N332 · N333 · N334 · N335 · N336 · N337 · N338 · N339 · N340 · N341 · N342 · N343 · N344 · N345 · N346 · N347 · N348/A348 · N349 · N350 · N351 · N352 · N375 · N377

N418 · N701 · N702 · N703 · N704 · N705 · N706 · N707 · N708 · N709 · N710 · N711 · N712 · N713 · N714 · N715 · N716 · N717 · N718 · N719 · N720 · N727 · N731 · N732 · N733 · N734 · N735 · N736 · N737 · N738 · N739 · N740 · N741 · N742 · N743 · N744 · N745 · N746 · N747 · N748 · N749 · N750 · N751 · N752 · N753 · N754 · N755 · N756 · N757 · N758 · N759 · N760 · N761 · N762 · N763 · N764 · N765 · N766 · N768 · N781 · N782 · N783 · N784 · N785 · N786 · N787 · N788 · N789 · N790 · N791 · N792 · N793 · N794 · N795 · N796 · N797 · N798 · N800 · N801 · N802 · N803 · N804 · N805 · N806 · N810 · N811 · N812 · N813 · N814 · N815 · N816 · N817 · N818 · N819 · N820 · N821 · N822 · N823 · N824 · N825 · N826 · N827 · N830 · N831 · N832 · N833 · N834 · N835 · N836 · N837 · N838 · N839 · N840 · N841 · N842 · N843 · N844 · N845 · N846 · N847 · N848 · N852 · N855

Cursief vermelde wegen zijn voormalige provinciale wegen.